# Rudolf Fleischmann
Pour les articles homonymes, voir Fleischmann (homonymie).
Rudolf Fleischmann (1er mai 1903 - 3 février 2002) est un physicien expérimentaliste allemand, ayant travaillé en physique nucléaire. Il travaille à l'Institut de physique de l'université de Heidelberg avec Walther Bothe et aux recherches atomiques sous le régime nazi. Il est professeur à la Reichsuniversität Straßburg, à l'université de Hambourg et à l'université d'Erlangen.
C'est l'un des signataires du Manifeste des 18 de Göttingen.

## Livres
- Rudolf Fleischmann Einführung in die Physik (Verlag Chemie, 1973)
- Rudolf Fleischmann Spezielle Relativitätstheorie und Längenmessung (Verlag Palm & Enke, 1998)